# Abelardo Menéndez
Abelardo Menéndez Orue (L'Avana, 5 settembre 1928 – Miami, 22 maggio 1995) è stato uno schermidore cubano.

## Biografia
Ha partecipato ai Giochi della XV Olimpiade di Helsinki nel 1952 ed ai Giochi della XVII Olimpiade di Roma nel 1960.

## Palmarès
In carriera ha conseguito i seguenti risultati:
- Giochi Panamericani:

Buenos Aires 1951: bronzo nel fioretto a squadre.